# 哈里·沃斯
哈里·沃斯（英語：Harry Voss；1997年1月11日—）是一位英格蘭足球運動員。在場上司職守門員。他現在效力於英格蘭足球議會南部聯賽球隊比索史杜福特。